# 勝覚
勝覚（しょうかく、天喜5年（1057年）- 大治4年4月1日（1129年4月21日））は、平安時代後期の真言宗の僧。父は源俊房。立川流の祖仁寛と実運の兄である。
醍醐寺座主定賢から灌頂を受け、また義範・範俊に師事して真言密教の奥義を伝授された。醍醐寺三宝院に住し、1086年（応徳3年）醍醐寺座主に就任し、1092年（寛治6年）に広隆寺、ついで1104年（長徳元年）には東大寺に移った。1107年（嘉承2年）に権少僧都に任じられる。度々神泉苑で祈雨法を修し、1120年（保安元年）に少僧都に任じられ、以後東寺長者・同寺法務・同寺寺務を経て権僧正に任じられて東寺別当に至った。弟子には三宝院流の祖定海・理性院流の祖賢覚・金剛王院流の祖聖賢などがいる。

## 生涯
天喜5年に誕生、父は村上源氏である源俊房。当時の村上源氏は俊房とその弟顕房が兄弟で左大臣・右大臣に任じられ、俊房姪（顕房の娘）賢子が白河天皇の中宮になるなど、藤原氏を凌駕する勢いがあった。村上源氏の繁栄は、醍醐寺での勝覚の地位確立に影響を与えたとされる。
応徳3年（1086年）6月、定賢から醍醐寺座主職を譲られた。翌7月には義範、嘉保2年（1095年）12月には定賢、長治2年（1105年）12月に範俊から伝法灌頂を受けた。勝覚が創始した三宝院（当初は灌頂院と呼ばれた）の由来は、この三師からの受法に由来したという説がある。永久3年(1115年）11月には、三宝院（灌頂院）を建立。後世、三宝院流の祖と評価されるようになった。
永久4年、座主職を定海に譲った後は、東寺長者のほか、東大寺や広隆寺など七ヵ寺の別当に補任された。大治2年（1127年）には、鳥羽上皇中宮待賢門院の御産祈祷で孔雀経法と牛王加持を行い、雅仁親王が誕生したことから信望を得て、権僧正に任じられた。
大治3年（1128年）6月、醍醐寺に隠遁し、大治4年4月1日に死去。晩年まで醍醐寺の実権を握ったとされる。

## 弟子
弟子は多くいたが、代表的な弟子としては定海・賢覚・聖賢がいた。定海は嫡弟であり、三宝院を継承、勝覚のあとを受けて三宝院流の宗教的基盤を整えた。また、賢覚は理性院流祖、聖賢は金剛王院流の祖とされ、この三つの法流は「醍醐三流」と呼ばれた。
勝覚俗弟である仁覚も、勝覚から伝法灌頂を受けたが、康和3年(1101年）に鳥羽天皇暗殺の嫌疑をかけられ伊豆大島に配流された。そのほか醍醐寺外の僧侶も含めて多くの弟子がいた。